# Capparis annamensis
Capparis annamensis är en kaprisväxtart som först beskrevs av E. G. Baker, och fick sitt nu gällande namn av M.Jacobs. Capparis annamensis ingår i släktet Capparis och familjen kaprisväxter. Inga underarter finns listade i Catalogue of Life.